# Michele Carafa
Pour les articles homonymes, voir Carafa.
Pour les autres membres de la famille, voir Famille Carafa.
Michele Carafa, prince de Colubrano (ou aussi Colobrano), né le 17 novembre 1787 à Naples et mort le 26 juillet 1872 à Paris, est un compositeur français de naissance italienne.

## Biographie
Second fils de Giovanni Carafa, prince de Colubrano et duc d'Alvito, et de la princesse, née Teresa Lembo, Michele Enrico Carafa reçoit une solide éducation musicale. En 1802, il compose son premier opéra, Il Fantasma, qui est donné en 1805 dans le théâtre de son beau-père, le prince de Caramanico. En 1806, il s'installe à Paris, où il prend des leçons de composition de Luigi Cherubini et des leçons de piano de Friedrich Kalkbrenner.
Il est néanmoins mis en demeure par son père d'abandonner la musique pour la carrière des armes et devient lieutenant des hussards dans l'armée française. Fait prisonnier à l’issue de la bataille de Campo Tenese, en 1806, il est libéré et participe à l'expédition de Sicile, où il devient capitaine.
Rentré en 1808 à Naples, il épouse Antoinette d'Aubenton (ou Daubenton) et reprend ses études musicales sous la direction de Fenaroli. Toujours sous la pression paternelle, il suit Joachim Murat dans la campagne de Russie. Après la bataille d'Ostrovno, il est décoré de la Légion d'honneur par Napoléon Ier lui-même et fait baron du royaume d'Italie.
La restauration des Bourbons de Naples entraîne la confiscation des biens des Carafa et la fin de la carrière militaire de Michele Enrico. En 1814, il donne, au Teatro del Fondo, Il Vascello d'occidente, puis en 1816 Gabriella di Vergy sur un livret d'Andrea Leone Tottola. L'œuvre remporte un succès égal à celui de l'Otello de Rossini, donné la même année dans le même théâtre.
Rossini lui demande d'ailleurs de composer un air pour son opéra Mosè in Egitto (1818). Il s'agit de l'air de Pharaon au premier acte. Plus tard, à la demande de Louis Ferdinand Hérold, qui devait diriger l’œuvre à Paris, Rossini remplacera cet air par un autre de sa main.
Sa musique se caractérise par une certaine facilité dans les mélodies et une orchestration peu brillante, à une époque dominée par Rossini, Bellini, Auber, Halévy, dont il est par ailleurs l'ami. Consacré désormais comme compositeur d'opéra, il retourne en 1821 à Paris, où il triomphe avec Jeanne d'Arc à Orléans, puis Le Valet de Chambre en 1823.
Il achève à Venise sa carrière italienne avec Il Parìa et part s'installer définitivement à Paris où, malgré des échecs, il connaît le succès avec Masaniello (livret de Moreau de Mommagny et A.-M. Lafortelle), repris 136 fois à l'Opéra-Comique. C'est là le sommet de sa carrière : la confrontation avec les œuvres de Rossini et de Donizetti ne se fait pas en sa faveur.
Il obtient la nationalité française en 1834. Il est élu membre de l'Académie des beaux-arts à l'Institut, au siège de Lesueur en 1837, et nommé directeur du Gymnase de musique militaire en 1838. De 1840 à 1858, il enseigne le contrepoint et la composition au Conservatoire de Paris. Dans son histoire de la musique, Émile Vuillermoz explique qu'étant opposé au saxophone, ses partisans étaient surnommés les « Carafons », par opposition aux amis d'Adolphe Sax, surnommés les « Saxons ».
Sa dernière œuvre représentée est Thérèse, en 1838, alors qu'il se consacre déjà exclusivement à l'enseignement. Une de ses dernières contributions à l'Opéra est l'adaptation française de la Semiramide de Rossini (1861), pour laquelle Rossini lui abandonne ses droits d'auteur en témoignage de leur longue amitié. À cette occasion, Carafa compose un ballet pour l'opéra de Rossini, dont Emmanuel Chabrier, présent lors de la création, dira le plus grand bien.
Rossini dédiera à Carafa un de ses « péchés de vieillesse ».
Massenet, dans Mes Souvenirs, mentionne Carafa comme ayant fait partie de son jury d'admission au Conservatoire de Paris.
Atteint de paralysie en 1867, il meurt à l'âge de 84 ans. Il est inhumé avec son épouse, Antoinette d'Aubenton et la mère de son épouse Victoire Douat, au cimetière Montmartre, 7e division, avenue des Carrières.
De son mariage avec Antoinette Daubenton, native de Bordeaux, il n'eut pas d'enfants, il adopta alors Michel Daubenton, neveu de son épouse.
Son opéra Masaniello a été éclipsé par La Muette de Portici d'Auber (1828), traitant du même sujet.
Le Nozze di Lamermoor a été éclipsé par Lucia di Lamermoor de Donizetti (1835).
Son opéra La Grande Duchesse a été éclipsé par La Grande Duchesse de Gerolstein d'Offenbach (1867).

## Œuvres partielles
Opéras
- Gabriella di Vergy (1816)
- Adele di Lusignano (ca) (1819)
- I due Figaro (1820)
- Jeanne d'Arc à Orléans (1821)
- Le Solitaire (Opéra comique 1822). Joseph Meissonnier a fait un arrangement pour guitare de l'un des airs.
- Le Valet de chambre (Opéra comique 1823)
- L'Auberge Supposée (Opéra comique 1824)
- La Belle au bois dormant (Opéra comique 1825)
- Sangarido (Opéra comique 1827)
- Masaniello (Opéra comique 1827)
- La Violette (Opéra comique 1828)
- Jenny (Opéra comique 1829)
- Le Nozze di Lamermoor (1829)
- L'Auberge d'Auray (1830)
- Le Livre de l'Ermite (1831)
- La Prison d'Edimbourg (1833)
- Une Journée de la Fronde (1833)
- La Grande Duchesse (1835)
- Thérèse (1838)

Ballets
- L'Orgie (Opéra 1831)
- Nathalie, ou La Laitière suisse (en collaboration avec Adalbert Gyrowetz), ballet donné à Paris, Académie Royale de Musique, 1832[2]), livret de Filippo Taglioni[3]. Nota : dans les publications sourcées ici, on relève que Carafa est orthographié par erreur avec deux F, tandis que Girowetz devient "Girowitz" ! (sic)...

Musique sacrée
- Cantates
- Requiem
- Stabat Mater

## Sources biographiques
- (it) Bimestriel La Fenice, VIe année, no 1, janvier-février 2000
- Biographie de Michèle Carafa, Par B. Jouvin, Le Ménestrel, 25 août 1872, pages 317 et 318
- Obsèques de Michèle Carafa, Le Ménestrel, 4 août 1872 pages 290 et 291
- L’acte de décès de Michel-Henri-François-Louis-Vincent-Paul Carafa sur le site des Archives de Paris 9e à la date du 28 juillet 1872, acte n° 911
- Acte de décès d’Antoinette Daubenton sur le site des Archives de Paris 9e à la date du 28 octobre 1870, acte n° 1759
- Theodore Baker et Nicolas Slonimsky (trad. de l'anglais par Marie-Stella Pâris, préf. Nicolas Slonimsky), Dictionnaire biographique des musiciens [« Baker's Biographical Dictionary of Musicians »], t. 1 : A-G, Paris, Robert Laffont, coll. « Bouquins », 1995 (réimpr. 1905, 1919, 1940, 1958, 1978), 8e éd. (1re éd. 1900), 4728 p. (ISBN 2-221-06510-7), p. 671